# Grand Prix automobile de Bahreïn 2014
GP précédent GP suivant
Le Grand Prix automobile de Bahreïn 2014 (2014 Formula 1 Gulf Air Bahrain Grand Prix), disputé le 6 avril 2014 sur le circuit international de Sakhir à Sakhir, est la 900e épreuve du championnat du monde de Formule 1 courue depuis 1950 et la troisième manche championnat 2014. Pour célébrer les dix ans du Circuit international de Sakhir, l'épreuve est exceptionnellement disputée de nuit.
Les Mercedes dominent largement toutes les séances d'essais sur le circuit de Sakhir. Lors de la dernière phase des  qualifications, Nico Rosberg devance son coéquipier Lewis Hamilton de 279 millièmes de seconde et obtient la cinquième pole position de sa carrière ; les « Flèches d'Argent » monopolisent la première ligne. Daniel Ricciardo, auteur du troisième temps au volant de sa Red-Bull-Renault est sanctionné d'un recul de dix places sur la grille à la suite d'une pénalité reçue en Malaisie. Valtteri Bottas et Sergio Pérez s'installent dès lors en deuxième ligne, devant Kimi Räikkönen et Jenson Button. Fernando Alonso, dernier de la session Q3, et Sebastian Vettel, qui n'a pas passé le cap de la Q2, s'élancent en cinquième ligne.
Lewis Hamilton sort du premier virage de la course devant son coéquipier Nico Rosberg, qui partait pourtant en pole position. Les deux pilotes Mercedes se livrent, tout au long des 57 tours du Grand Prix, un duel haletant en se passant et se repassant
jusqu'aux derniers tours, où Hamilton l'emporte au prix d'une défense acharnée. Il obtient sa deuxième victoire consécutive, la vingt-quatrième de sa carrière, tandis que les Flèches d'argent réalisent un deuxième doublé en deux courses, le septième de leur histoire. 
La course est ponctuée par la sortie de la voiture de sécurité, au quarante-deuxième tour, à cause d'un tonneau de la Sauber C33 d'Esteban Gutiérrez percutée par la Lotus E22 de Pastor Maldonado. Loin derrière les Mercedes, Sergio Pérez offre à Force India son deuxième podium depuis ses débuts en 2008, tandis que Daniel Ricciardo prend le meilleur sur son coéquipier Sebastian Vettel (sixième) puis sur l'autre Force India de Nico Hülkenberg (cinquième) pour se classer quatrième. Felipe Massa et Valtteri Bottas, sur Williams, se classent septième et huitième, suivis des Ferrari F14 T de Fernando Alonso et Kimi Räikkönen, en manque de performance.
Rosberg conserve la tête du championnat avec 61 points et devance Hamilton (50 points), Hülkenberg (28 points), Alonso (26 points), Vettel et Button (23 points chacun). Mercedes reste à la première place du classement des constructeurs avec 111 points et devance désormais Force India (44 points) et McLaren (43 points) ; suivent Red Bull (35 points), Ferrari (33 points), Williams (30 points) et Toro Rosso (7 points). Sept des onze écuries engagées au championnat ont marqué des points, Sauber, Lotus, Marussia et Caterham n'en ayant pas encore inscrit.

## Essais libres

### Première séance, le vendredi de 14 h à 15 h 30
| Pos. | Pilote          | Voiture              | Chrono         | Écart     |
| ---- | --------------- | -------------------- | -------------- | --------- |
| 1    | Lewis Hamilton  | Mercedes             | 1 min 37 s 502 |           |
| 2    | Nico Rosberg    | Mercedes             | 1 min 37 s 733 | + 0 s 231 |
| 3    | Fernando Alonso | Ferrari              | 1 min 37 s 953 | + 0 s 451 |
| 4    | Nico Hülkenberg | Force India-Mercedes | 1 min 38 s 122 | + 0 s 620 |
| 5    | Jenson Button   | McLaren-Mercedes     | 1 min 38 s 636 | + 1 s 134 |
| 6    | Kimi Räikkönen  | Ferrari              | 1 min 38 s 783 | + 1 s 281 |

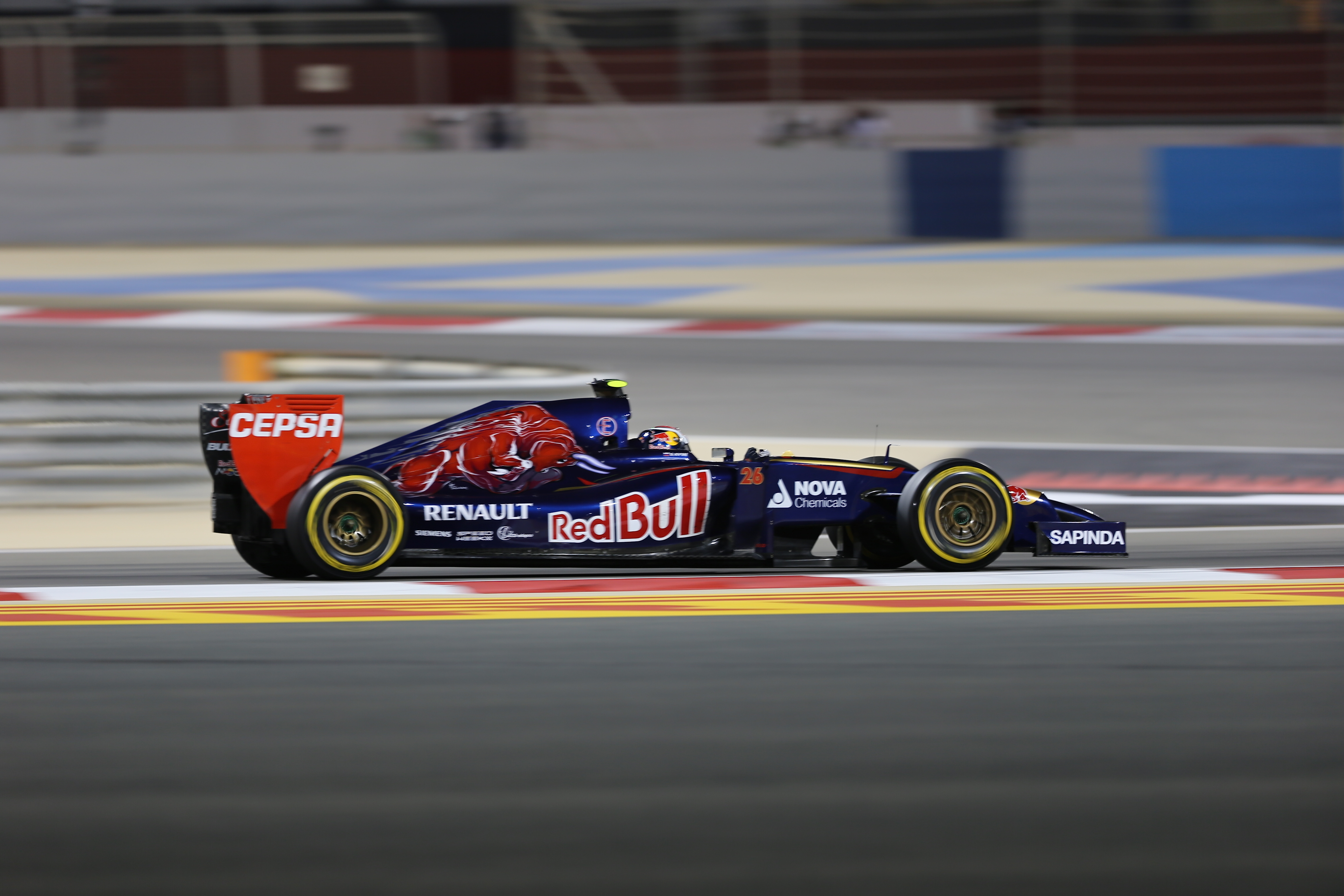
Daniil Kvyat à Bahreïn en 2014.

La température de l'air est de 25 °C au départ de la première séance d'essais libres du Grand Prix de Bahreïn. Dès l'ouverture de la piste, de nombreux pilotes s'élancent pour boucler un premier tour d'installation qui confirme que le circuit, quasiment inutilisé le reste de l'année, est très glissant. Le premier virage du circuit a été baptisé virage Michael Schumacher et les barrières portent un message de soutien adressé au septuple champion du monde, toujours hospitalisé après son accident de ski de décembre 2013. McLaren Racing, dont le logo Esso des pontons latéraux migre sur l'aileron arrière pour laisser place au commanditaire local Gulf Air, conserve le museau apparu à Sepang rappelant celui des Toro Rosso. Les Lotus F1 Team mettent quant à elles à l'honneur sur leurs pontons leur commanditaire PDVSA,,. 
Robin Frijns fixe le temps de référence en 1 min 45 s 483 et l'améliore en 1 min 44 s 052 alors que Kevin Magnussen, victime d'un ennui de freinage, doit rentrer au stand. Felipe Nasr tourne ensuite en 1 min 41 s 311 mais son temps est battu par Daniil Kvyat (1 min 39 s 453) puis, après trente minutes, par les deux pilotes Mercedes, Nico Rosberg tournant en 1 min 38 s 508 et Lewis Hamilton en 1 min 38 s 395, Nico Hülkenberg suivant à un souffle. Felipe Massa et Marcus Ericsson n'ont toujours pas effectué le moindre tour chronométré et Romain Grosjean, dix-neuvième, se plaint du comportement de son train arrière,,.
Fernando Alonso ressort des stands avec trois pneus durs et un pneu tendre ; remarquant immédiatement l'erreur de ses mécaniciens, il s'arrête dans la voie des stands et est poussé à reculons vers son stand. À un quart d'heure de la fin de session, il passe en tête du classement, en 1 min 37 s 953, alors que Massa prend enfin la piste pour quelques tours. Romain Grosjean, toujours en fond de classement derrière une Marussia et une Caterham, change d'aileron avant. Rosberg améliore en 1 min 37 s 733 puis Hamilton réalise la meilleure performance de la séance en 1 min 37 s 502,,.
- Robin Frijns, pilote essayeur chez Caterham, remplace Kamui Kobayashi lors de cette séance d'essais.
- Felipe Nasr, pilote essayeur chez Williams, remplace Valtteri Bottas lors de cette séance d'essais.
- Giedo Van der Garde, pilote essayeur chez Sauber, remplace Esteban Gutiérrez lors de cette séance d'essais.

### Deuxième séance, le vendredi de 18 h à 19 h 30
| Pos. | Pilote           | Voiture           | Chrono         | Écart     |
| ---- | ---------------- | ----------------- | -------------- | --------- |
| 1    | Lewis Hamilton   | Mercedes          | 1 min 34 s 325 |           |
| 2    | Nico Rosberg     | Mercedes          | 1 min 34 s 690 | + 0 s 365 |
| 3    | Fernando Alonso  | Ferrari           | 1 min 35 s 360 | + 1 s 035 |
| 4    | Daniel Ricciardo | Red-Bull-Renault  | 1 min 35 s 433 | + 1 s 108 |
| 5    | Felipe Massa     | Williams-Mercedes | 1 min 35 s 442 | + 1 s 117 |
| 6    | Jenson Button    | McLaren-Mercedes  | 1 min 35 s 528 | + 1 s 203 |

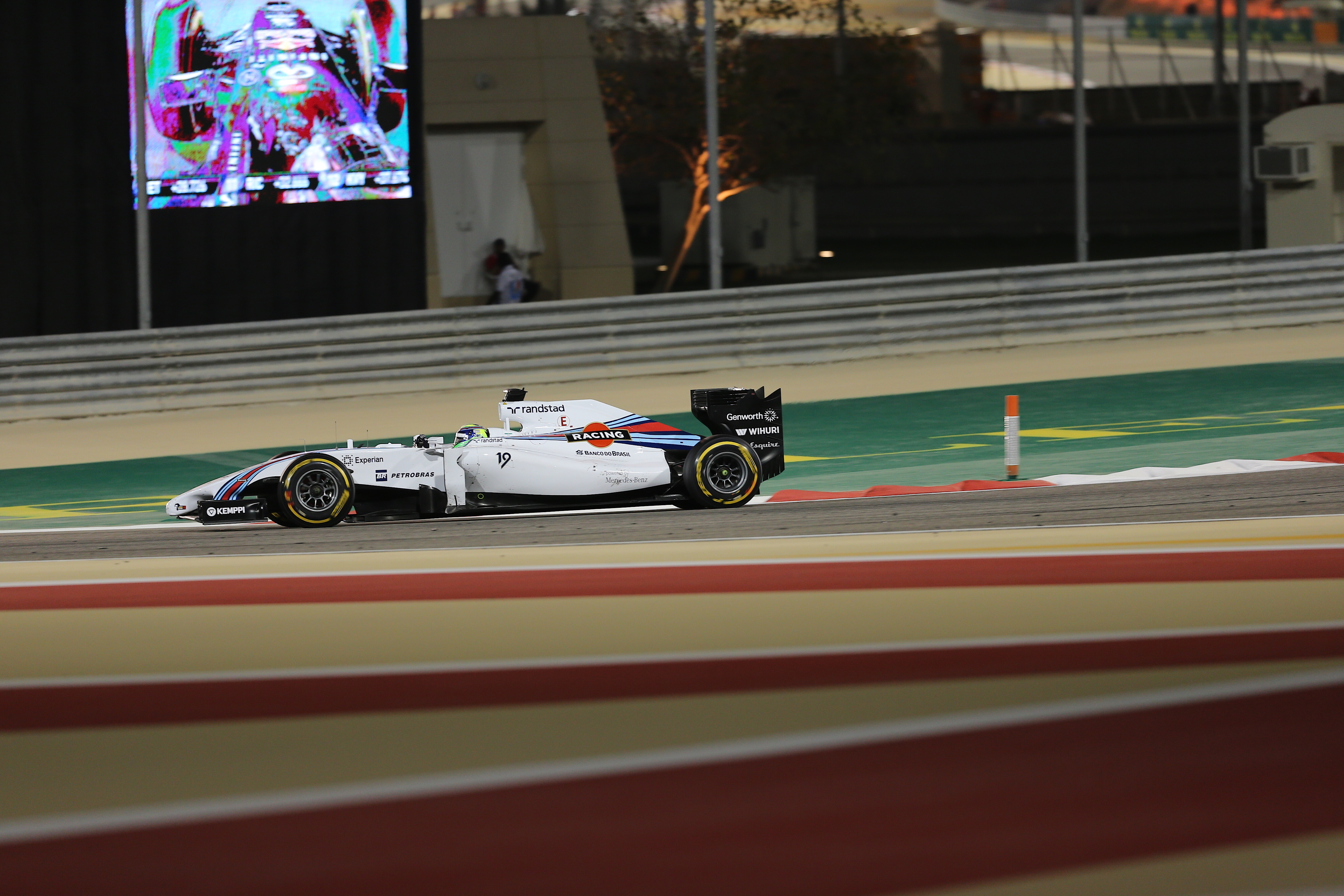
Felipe Massa à Bahreïn en 2014.

La température ambiante est de 22 °C au départ de la deuxième séance d'essais libres, disputée en partie en nocturne. Les pilotes s'élancent sur une piste plus fraîche que lors de la première séance. Adrian Sutil établit le temps de référence en 1 min 39 s 438. Daniil Kvyat améliore en 1 min 38 s 974 puis s'efface derrière les McLaren : Jenson Button tourne en 1 min 38 s 235 et Kevin Magnussen en 1 min 37 s 973. Lewis Hamilton passe ensuite en tête en 1 min 36 s 506. Nico Rosberg prend la deuxième place derrière son équipier mais, alors qu'il rentre à allure modérée vers son stand sur la trajectoire idéale, gêne Sergio Pérez, contraint de faire un écart pour l'éviter. Convoqué par les commissaires de course, Rosberg échappe à une pénalité d'un recul sur la grille de départ ou de points supprimés sur sa super-licence mais reçoit une réprimande pour avoir roulé trop lentement sur la bonne trajectoire alors qu'un concurrent roulait à plein régime derrière lui,,,. 
Nico Hülkenberg confirme sa bonne prestation lors de la précédente session puisqu'il pointe au quatrième rang. Après vingt minutes, les deux Red Bull Racing et les deux Williams F1 Team n'ont toujours pas pris la piste. Daniel Ricciardo, pour son premier tour lancé, se place en troisième position tandis que Sebastian Vettel se classe cinquième, derrière Fernando Alonso,,. 
À un peu moins d'une heure de la fin de séance, les premiers pilotes chaussent les pneus tendres : Romain Grosjean réalise le septième temps et Pérez passe en tête du classement en 1 min 35 s 802. Alors que la nuit tombe, Nico Rosberg améliore en 1 min 34 s 802 (trois secondes plus vite que Grosjean), temps battu par Hamilton en 1 min 34 s 325. Alors qu'il ne reste qu'un quart d'heure, Felipe Massa et son coéquipier Valtteri Bottas restent les seuls pilotes à n'avoir bouclé aucun tour ; ils tourneront finalement un peu, en toute fin de séance,,.  
La suite de la session est consacrée à de longues séries de tours pour préparer la course et à l'évaluation des différents types de pneus. Alors que Daniil Kvyat se plaint du manque de puissance de sa monoplace, Adrian Sutil abandonne sa monoplace sur le bord de la piste. Marcus Ericsson rencontre des problèmes de perte de puissance et, lui aussi, abandonne sa monoplace au bord du circuit. Max Chilton, victime d'une défaillance de ses freins, perd le contrôle de sa Marussia dans le virage no 4,,.

### Troisième séance, le samedi de 15 h à 16 h
| Pos. | Pilote          | Voiture              | Chrono         | Écart     |
| ---- | --------------- | -------------------- | -------------- | --------- |
| 1    | Lewis Hamilton  | Mercedes             | 1 min 35 s 324 |           |
| 2    | Nico Rosberg    | Mercedes             | 1 min 35 s 439 | + 0 s 115 |
| 3    | Sergio Pérez    | Force India-Mercedes | 1 min 35 s 868 | + 0 s 544 |
| 4    | Valtteri Bottas | Williams-Mercedes    | 1 min 36 s 116 | + 0 s 792 |
| 5    | Felipe Massa    | Williams-Mercedes    | 1 min 36 s 364 | + 1 s 040 |
| 6    | Jenson Button   | McLaren-Mercedes     | 1 min 36 s 394 | + 1 s 070 |

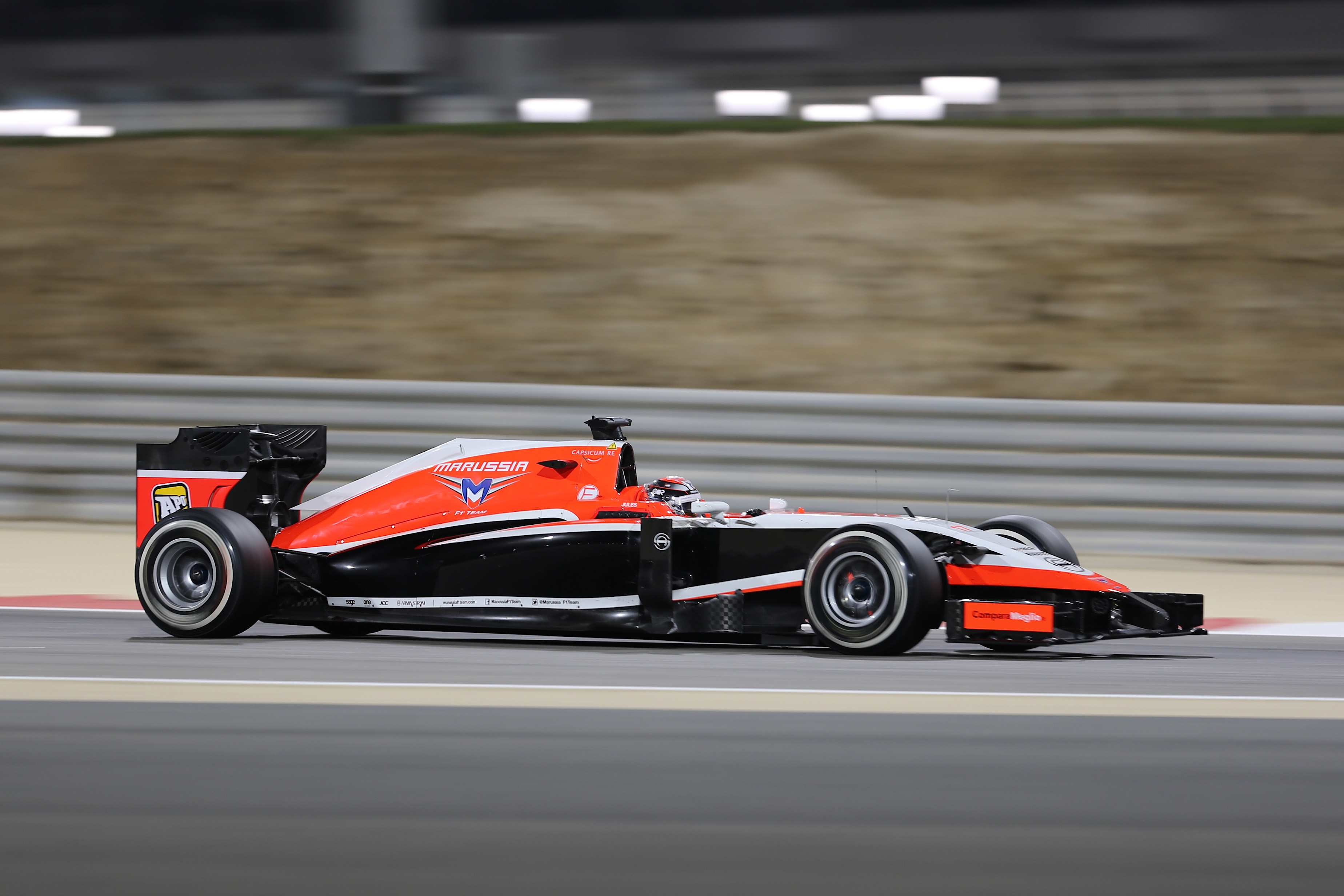
Jules Bianchi à Bahreïn en 2014.

Kimi Räikkönen et Pastor Maldonado étant tous deux sortis de la piste dans le virage no 4 lors de la précédente session d'essais libres à cause d'un vibreur trop agressif qui a endommagé leurs voitures après les avoir fait décoller de plusieurs dizaines de centimètres, cette portion du circuit est modifiée avant le début de la dernière séance d'essais à la demande des pilotes, lors du briefing du vendredi soir, avec l'accord de Charlie Whiting, directeur de course de la FIA.
La température de l'air est de 28 °C au départ de la dernière séance d'essais libres. Les pilotes s'élancent dès l'ouverture de la piste pour un premier tour d'installation et, quelques minutes plus tard, Adrian Sutil fixe le temps de référence en bouclant un tour chronométré en 1 min 44 s 515. Marcus Ericsson améliore en 1 min 42 s 360 puis, après quinze minutes et alors que peu de voitures tournent, Pastor Maldonado, au volant d'une Lotus E22 qui frotte souvent la piste en raison d'une hauteur de caisse très basse, passe en tête en 1 min 41 s 275. Alors qu'aucune Williams et aucune McLaren n'a encore pris la piste, Daniel Ricciardo améliore en 1 min 39 s 672. Romain Grosjean, qui se plaignait lors de la séance précédente de son train arrière, annonce ne disposer désormais d'aucune adhérence sur le train avant,,. 
Après vingt-cinq minutes, Daniil Kvyat tourne en 1 min 38 s 666 et devance Kimi Räikkönen, Fernando Alonso et Sebastian Vettel. En 1 min 35 s 340 pour son premier tour lancé, Lewis Hamilton passe en tête mais son temps est battu d'un dixième par son coéquipier Nico Rosberg (1 min 37 s 252) quelques instants plus tard ; Jenson Button, troisième, est à une seconde pleine. Comme lors de la deuxième séance, Felipe Massa et Valtteri Bottas ne prennent la piste qu'en fin de session et, immédiatement, se classent quatrième et troisième. Sebastian Vettel, après un survirage non maîtrisé au passage sur un vibreur est victime d'une sortie de piste dans le virage no 2 ; coincé dans les graviers, il ne peut ramener sa monoplace aux stands et met un terme à sa séance sans avoir testé les pneus tendres en vue de la  qualification,,.  
Tous les pilotes chaussent les pneus tendres en fin de séance et Nico Rosberg améliore son temps de deux secondes (1 min 35 s 439). Finalement, Lewis Hamilton réalise le meilleur temps en 1 min 35 s 324. Sergio Pérez et Nico Hülkenberg s'adjugent les troisième et quatrième position puis Bottas, Button et Alonso s’intercalent entre les deux Force India,,.

## Séance de qualification, le samedi de 18 h à 19 h

### Résultats des qualifications

#### Session Q1

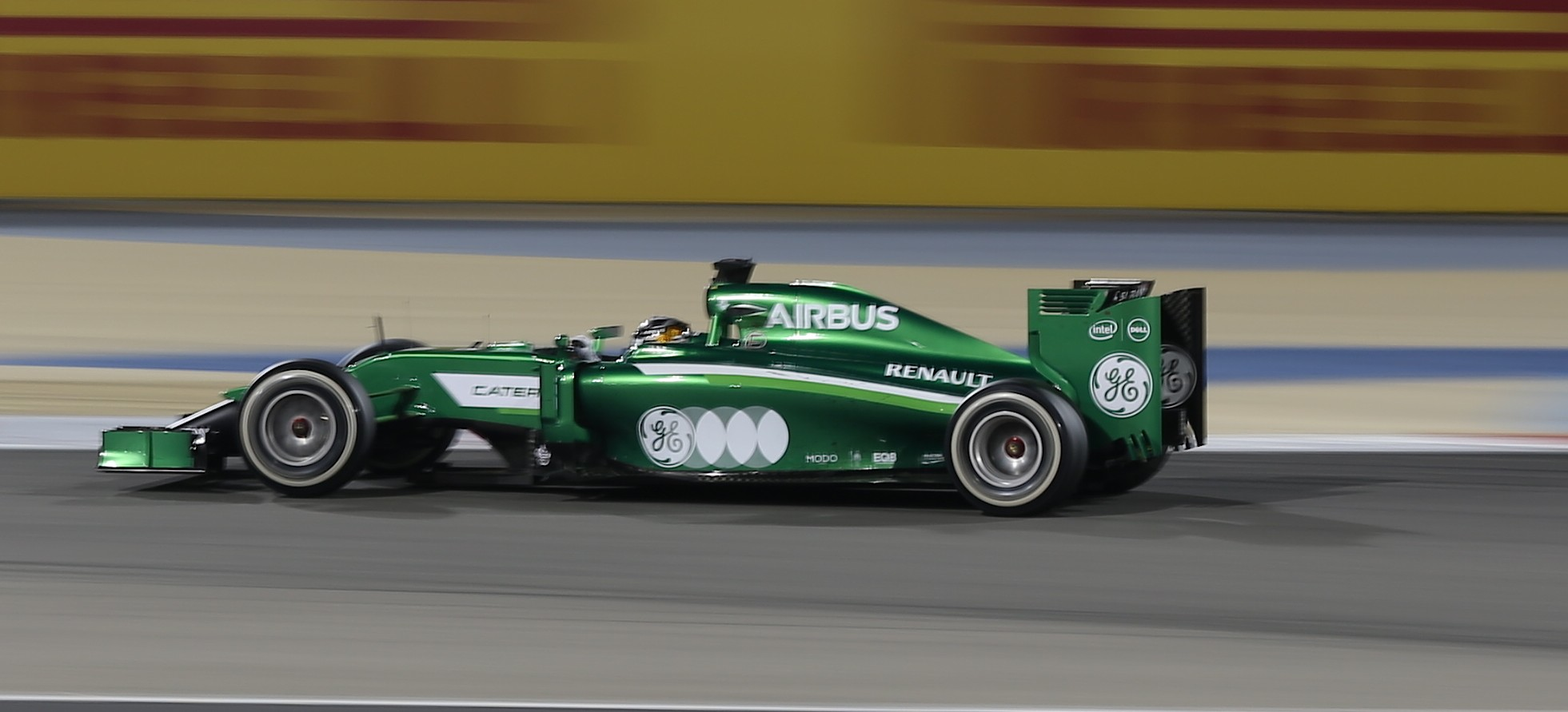
Kamui Kobayashi à Bahreïn en 2014.

La température est de 29 °C dans l'air au départ de la première phase de la séance qualificative du Grand Prix de Bahreïn. La nuit est déjà tombée sur le circuit de Sakhir et la température va progressivement baisser jusqu'à la fin de la séance. Les premiers pilotes s'élancent dès l'ouverture de la piste et Esteban Gutiérrez fixe le temps de référence en 1 min 38 s 521. Son compatriote mexicain Sergio Pérez améliore rapidement en 1 min 37 s 953 puis Nico Hülkenberg passe en tête en 1 min 36 s 883,,.
Daniel Ricciardo pointe un temps en haut du classement avec un tour bouclé en 1 min 36 s 676 mais doit s'effacer derrière les deux pilotes Mercedes : Nico Rosberg tourne en 1 min 35 s 439 puis Lewis Hamilton en 1 min 35 s 323. À seulement six minutes du terme, les pilotes Williams sortent pour la première fois, chaussés en pneus tendres, et bouleversent le classement : Valtteri Bottas prend la tête en 1 min 34 s 934 juste devant son coéquipier Felipe Massa. Nico Hülkenberg chausse à son tour les gommes tendres et améliore en 1 min 34 s 874. Sergio Pérez s'intercale ensuite entre les deux Williams,,.  
En fin de séance, Jules Bianchi réalise un temps qui menace directement Romain Grosjean. Lotus fait tout son possible pour régler au mieux la monoplace du Français qui accède à la session Q2 pour 6 millièmes de seconde, au détriment de son coéquipier Pastor Maldonado. Les six pilotes éliminés sont Max Chilton et son coéquipier Jules Bianchi, Marcus Ericsson et son coéquipier Kamui Kobayashi, Adrian Sutil et Pastor Maldonado,,.
Adrian Sutil est sanctionné pour avoir fortement gêné Romain Grosjean. Les commissaires de course de la FIA estiment qu'il n'a pas fait attention au Français qui arrivait lancé derrière lui et a « a tassé la voiture no 8 hors de la piste entre les virages no 13 et no 14 de façon dangereuse. » Bien que Romain Grosjean minimise l'incident en déclarant : « Cela avait probablement l'air serré à la télévision, mais ça ne l'était pas. » Sutil écope d'un recul de cinq places sur la grille, il s'élancera donc dernier,.

#### Session Q2

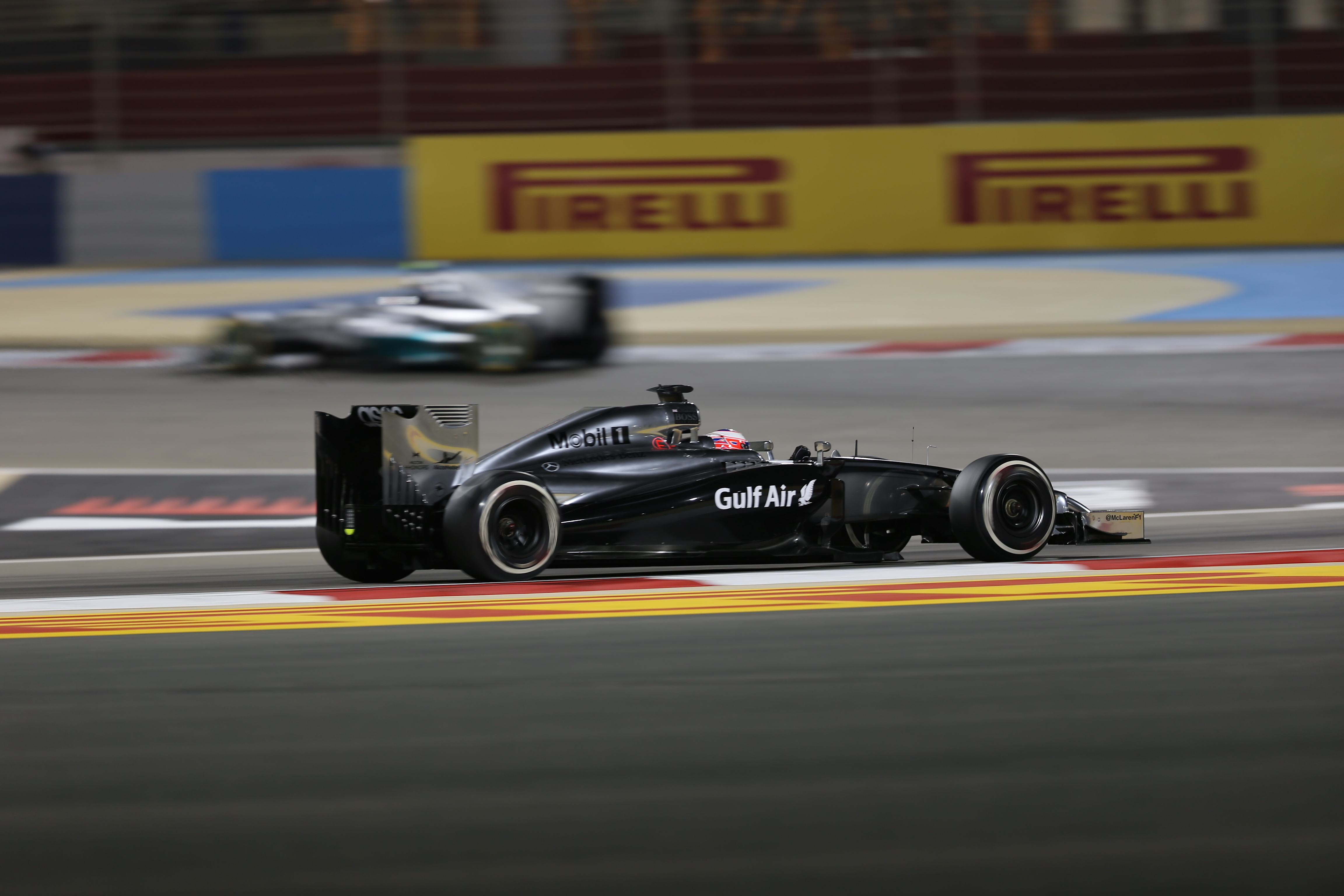
Jenson Button à Bahreïn en 2014.

Valtteri Bottas est le premier pilote en piste, immédiatement suivi par ses rivaux ; tous les concurrents ont chaussé les pneus tendres pour accroître leurs chances d'accéder à la troisième phase qualificative. Bottas fixe le temps de référence en 1 min 36 s 070 mais Nico Hülkenberg améliore en 1 min 35 s 682,,.
Kimi Räikkönen pointe un temps en tête en 1 min 34 s 925 mais son temps est battu de plus d'une seconde par Lewis Hamilton (1 min 33 s 872) puis par Nico Rosberg (1 min 33 s 708). Tous les pilotes, hormis le duo Mercedes hors de portée de la concurrence, se relancent pour une deuxième tentative. McLaren, Ferrari et Red Bull (seul Daniel Ricciardo est en piste) sont au coude à coude lorsque les Force India et les Williams se mêlent à la lutte,,.  
Alors que Sergio Pérez, onzième à trois minutes de la fin, est en danger d'élimination, Sebastian Vettel et Romain Grosjean ne sont toujours pas sortis de leur garage. Vettel réalise le huitième temps lors de sa première tentative où il se plaint des rétrogradages de sa boîte de vitesses. Kimi Räikkönen passe de justesse, Pérez évite également l'élimination tandis que Vettel chute peu à peu au classement. Vettel, Hülkenberg, Daniil Kvyat et son coéquipier Jean-Éric Vergne, Esteban Gutiérrez et Grosjean sont finalement éliminés,,.

#### Session Q3

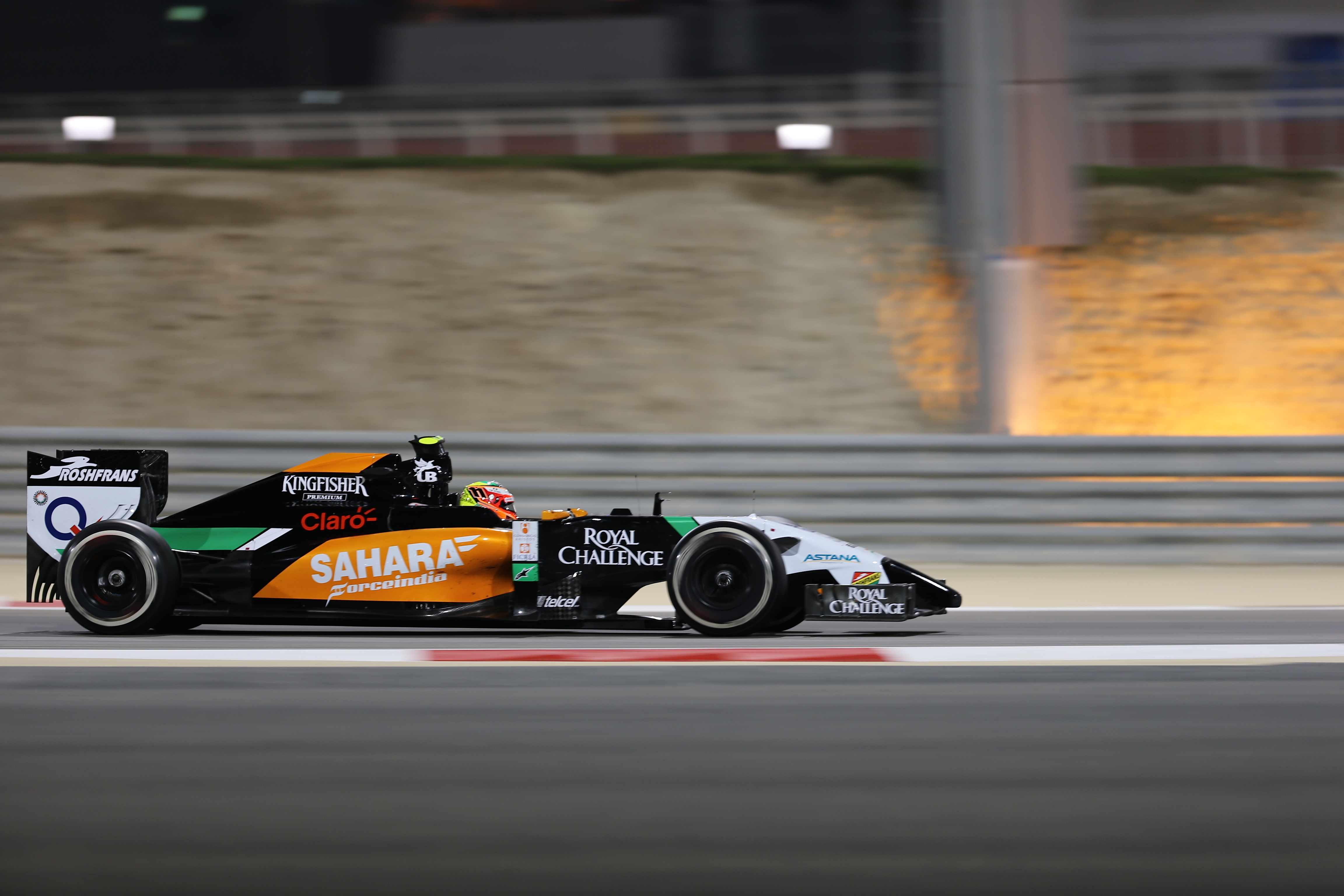
Sergio Pérez à Bahreïn en 2014.

Pour la deuxième fois de la saison, Sebastian Vettel, champion du monde en titre, n'accède pas à la dernière phase qualificative ; son coéquipier Daniel Ricciardo (qui domine son partenaire autant de fois en trois courses que Mark Webber sur l'ensemble de la saison précédente) sera pour sa part pénalisé d'un recul de dix place sur la grille à la suite d'une erreur de ses mécaniciens lors de la course malaise. Valtteri Bottas fixe le temps de référence en 1 min 34 s 247. Son coéquipier Felipe Massa suit à trois dixièmes de secondes puis est battu par Sergio Pérez. Nico Rosberg prend la tête en 1 min 33 s 185 et devance son coéquipier Lewis Hamilton ; suivent Bottas, Pérez, Massa et Ricciardo,,.
Tous les pilotes chaussent des pneus neufs pour une deuxième tentative. Nico Rosberg n'améliore pas et rentre au stand avant de terminer son tour, mais Lewis Hamilton réalise une erreur dans le premier secteur et ne parvient pas à battre le temps de son coéquipier. Daniel Ricciardo se place en troisième position tandis que, pour la première fois de la saison, Kimi Räikkönen, sixième, devance son coéquipier Fernando Alonso, auteur du dixième temps. Bottas, quatrième de la session, partira troisième à la faveur de la pénalité de Ricciardo,,.

### Grille de départ du Grand Prix
| Pos.                                                                                      | N° | Pilote            | Écurie               | Qualifications 1 | Qualifications 2 | Qualifications 3 |
| ----------------------------------------------------------------------------------------- | -- | ----------------- | -------------------- | ---------------- | ---------------- | ---------------- |
| 1                                                                                         | 6  | Nico Rosberg      | Mercedes             | 1 min 35 s 439   | 1 min 33 s 708   | 1 min 33 s 185   |
| 2                                                                                         | 44 | Lewis Hamilton    | Mercedes             | 1 min 35 s 323   | 1 min 33 s 872   | 1 min 33 s 464   |
| 3                                                                                         | 3  | Daniel Ricciardo  | Red Bull-Renault     | 1 min 36 s 220   | 1 min 34 s 592   | 1 min 34 s 051   |
| 4                                                                                         | 77 | Valtteri Bottas   | Williams-Mercedes    | 1 min 34 s 934   | 1 min 34 s 842   | 1 min 34 s 247   |
| 5                                                                                         | 11 | Sergio Pérez      | Force India-Mercedes | 1 min 34 s 998   | 1 min 34 s 747   | 1 min 34 s 346   |
| 6                                                                                         | 7  | Kimi Räikkönen    | Ferrari              | 1 min 35 s 234   | 1 min 34 s 925   | 1 min 34 s 368   |
| 7                                                                                         | 22 | Jenson Button     | McLaren-Mercedes     | 1 min 35 s 699   | 1 min 34 s 714   | 1 min 34 s 387   |
| 8                                                                                         | 19 | Felipe Massa      | Williams-Mercedes    | 1 min 35 s 085   | 1 min 34 s 842   | 1 min 34 s 511   |
| 9                                                                                         | 20 | Kevin Magnussen   | McLaren-Mercedes     | 1 min 35 s 288   | 1 min 34 s 904   | 1 min 34 s 712   |
| 10                                                                                        | 14 | Fernando Alonso   | Ferrari              | 1 min 35 s 251   | 1 min 34 s 723   | 1 min 34 s 992   |
| 11                                                                                        | 1  | Sebastian Vettel  | Red Bull-Renault     | 1 min 35 s 549   | 1 min 34 s 985   |                  |
| 12                                                                                        | 27 | Nico Hülkenberg   | Force India-Mercedes | 1 min 34 s 874   | 1 min 35 s 116   |                  |
| 13                                                                                        | 26 | Daniil Kvyat      | Toro Rosso-Renault   | 1 min 35 s 395   | 1 min 35 s 145   |                  |
| 14                                                                                        | 25 | Jean-Éric Vergne  | Toro Rosso-Renault   | 1 min 35 s 815   | 1 min 35 s 286   |                  |
| 15                                                                                        | 21 | Esteban Gutiérrez | Sauber-Ferrari       | 1 min 36 s 567   | 1 min 35 s 891   |                  |
| 16                                                                                        | 8  | Romain Grosjean   | Lotus-Renault        | 1 min 36 s 654   | 1 min 35 s 908   |                  |
| 17                                                                                        | 13 | Pastor Maldonado  | Lotus-Renault        | 1 min 36 s 663   |                  |                  |
| 18                                                                                        | 99 | Adrian Sutil      | Sauber-Ferrari       | 1 min 36 s 840   |                  |                  |
| 19                                                                                        | 10 | Kamui Kobayashi   | Caterham-Renault     | 1 min 37 s 085   |                  |                  |
| 20                                                                                        | 17 | Jules Bianchi     | Marussia-Ferrari     | 1 min 37 s 310   |                  |                  |
| 21                                                                                        | 9  | Marcus Ericsson   | Caterham-Renault     | 1 min 37 s 875   |                  |                  |
| 22                                                                                        | 4  | Max Chilton       | Marussia-Ferrari     | 1 min 37 s 913   |                  |                  |
| Temps minimal à réaliser pour la qualification : 1 min 41 s 515 (107 % de 1 min 34 s 874) |    |                   |                      |                  |                  |                  |

- Daniel Ricciardo, auteur du troisième temps des qualifications, reçoit une pénalité de dix places pour être sorti de son stand, lors du Grand Prix de Malaisie, avec une roue mal fixée. Il s'élance de la treizième position sur la grille de départ[25].
- Adrian Sutil, auteur du dix-huitième temps, est pénalisé d'un recul de cinq places sur la grille de départ pour avoir gêné Romain Grosjean à la fin de la première phase qualificative. Tous les pilotes classés derrière lui remontent d'un cran sur la grille de départ, alors que Sutil s'élance de la dernière position[26].

## Course

### Déroulement de l'épreuve

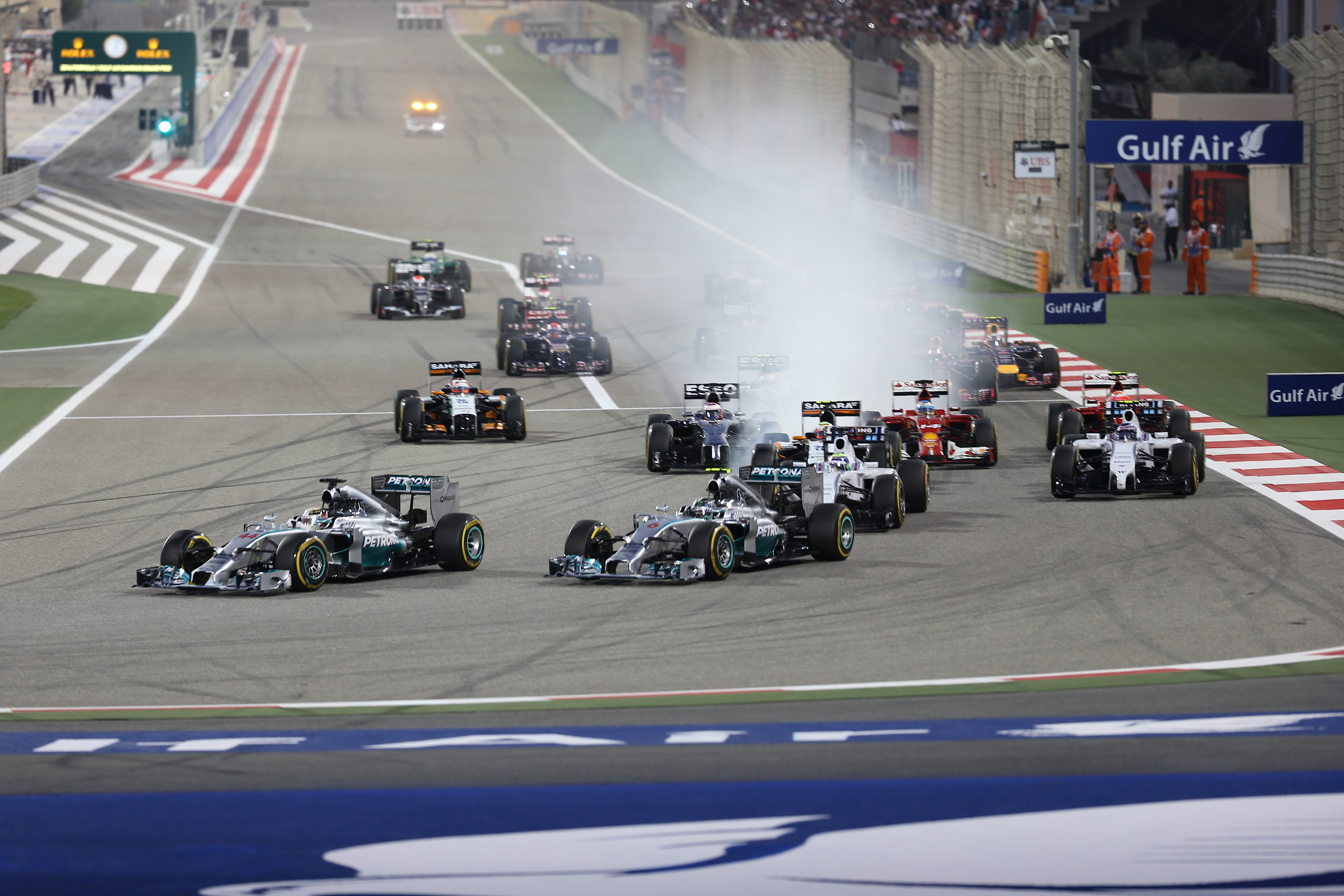
Le départ du Grand Prix.

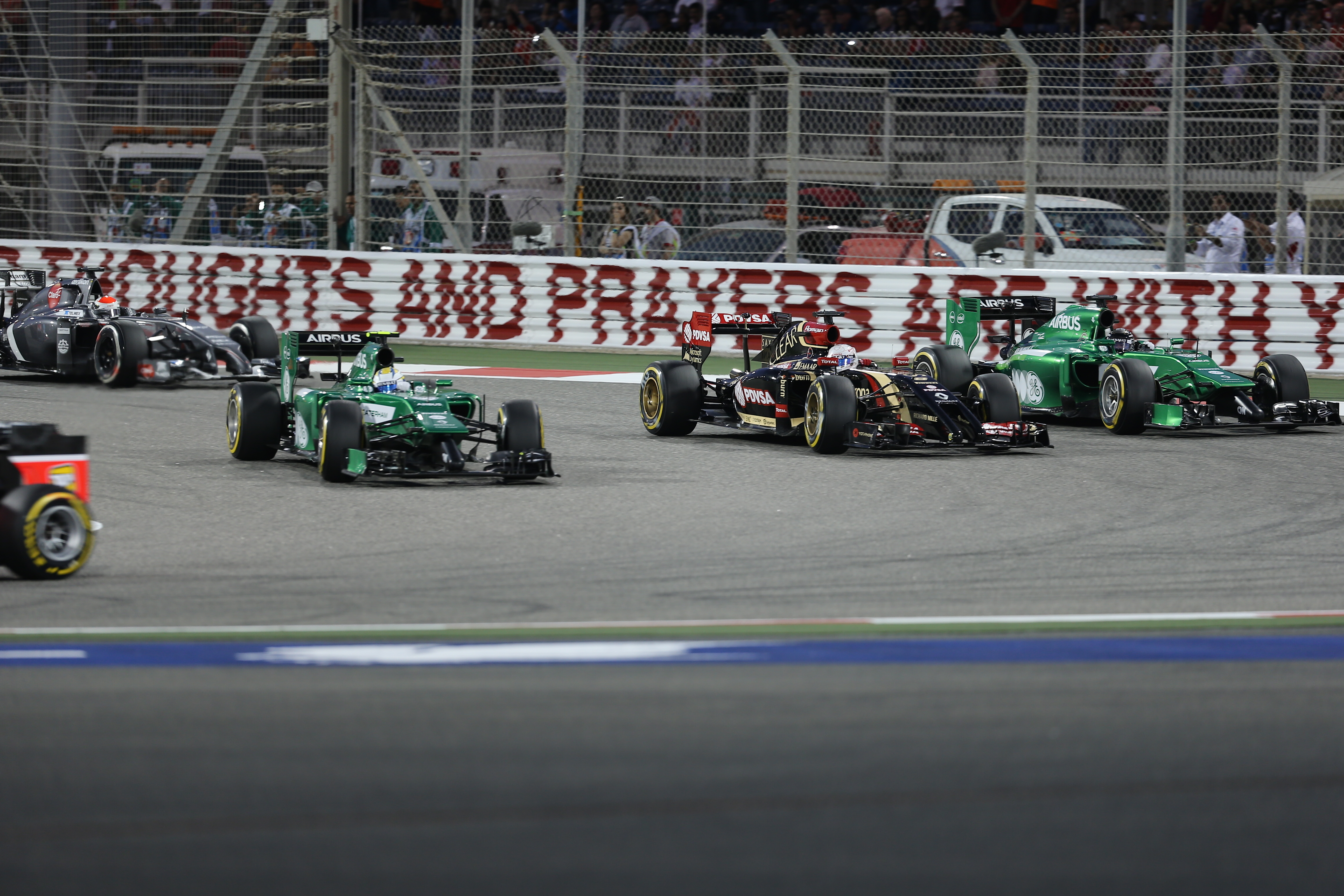
Le premier tour du Grand Prix.

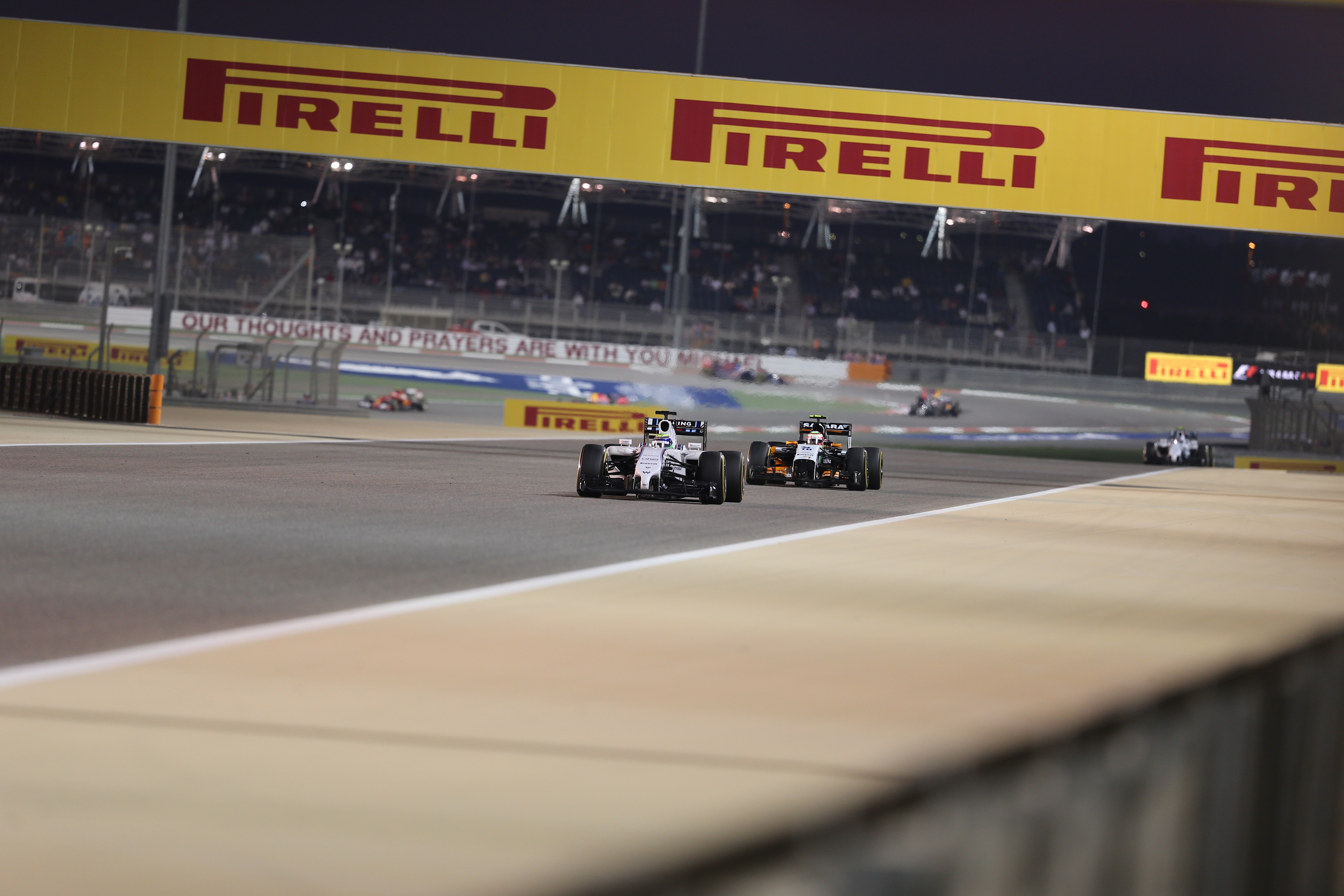
Le premier tour du Grand Prix.

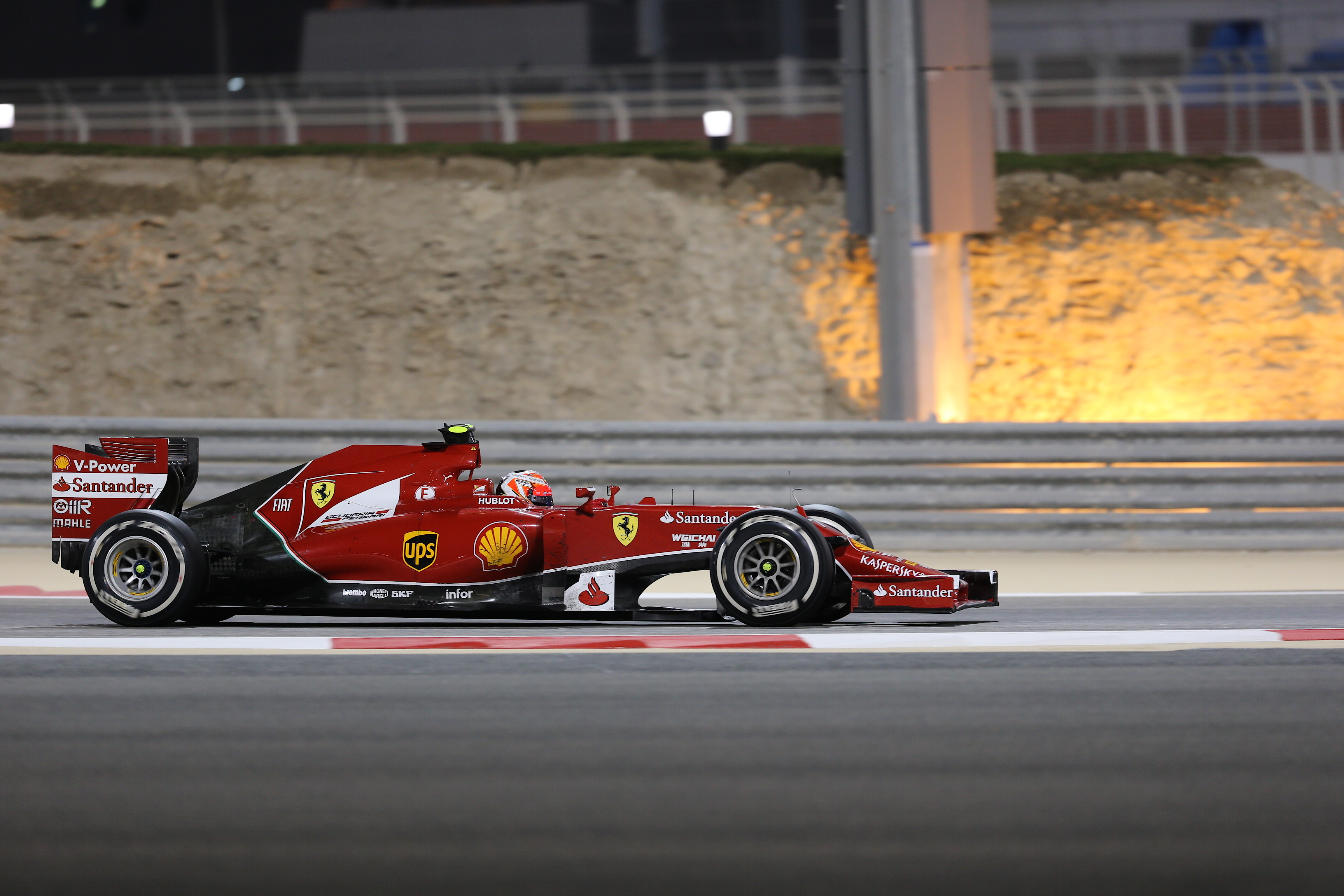
Kimi Räikkönen à Bahreïn en 2014.

La nuit tombe sur Sakhir au départ du neuf centième Grand Prix du championnat du monde de Formule 1. À l'extinction des feux, Lewis Hamilton prend un excellent départ et s'engouffre en tête dans le premier virage. Son coéquipier Nico Rosberg, en pole position, le suit en deuxième position ; Felipe Massa, septième sur la grille, se catapulte en troisième position au premier freinage tandis que Kevin Magnussen accroche Kimi Räikkönen, comme lors de la course précédente en Malaisie. Räikkönen chute ainsi au neuvième rang tandis que son coéquipier Fernando Alonso boucle le premier tour septième. Jean-Éric Vergne, accroché par Pastor Maldonado, rentre au stand à cause d'un pneu crevé et en ressort avec plus d'une minute de retard sur le peloton (il abandonnera peu après, des suites de cet accrochage). Au deuxième passage sur la ligne de chronométrage, Hamilton devance Rosberg, Massa, Sergio Pérez, Valtteri Bottas, Jenson Button, Alonso, Nico Hülkenberg, Räikkönen, Sebastian Vettel, Magnussen et Daniel Ricciardo,,.
Après quatre tours, Rosberg a concédé plus d'une seconde à son coéquipier mais est informé du fait qu'il consomme moins de carburant que le meneur de la course qui dégrade plus son train avant que l'Allemand. Alonso perd une position au profit d'Hülkenberg, désormais septième. Vettel, dixième avec ses pneus durs, évolue dans le même rythme que les Ferrari chaussées de pneus tendres ; Ricciardo reste lui aussi au contact de son équipier et de Magnussen. Il tente même une manœuvre de dépassement au huitième passage mais, retardant trop son freinage, sort de piste sans dommages tandis qu'Adrian Sutil s'arrête le premier au stand pour changer ses pneus. Au tour suivant, Bottas rétrograde en sixième position, cédant deux positions au profit des pilotes McLaren, Button et Pérez ; au dixième tour, Pérez passe Massa pour le gain de la troisième place. Bottas plonge alors dans la ligne des stands pour son premier arrêt, suivi par Daniil Kvyat et Jules Bianchi au onzième tour. Tous les pilotes effectuent ensuite leur premier arrêt, Button clôturant au dix-huitième tour,,.
Pendant ce temps, Sutil et Bianchi s'accrochent et le Français rentre au stand au ralenti avec un pneu crevé ; reconnu responsable de la collision par les commissaires, Bianchi est pénalisé peu après. Vettel, dont l'aileron arrière ne fonctionne plus, bloque son coéquipier Ricciardo et reçoit la consigne de le laisser passer. Dès le dix-septième tour, en difficulté avec ses pneus durs, Vettel doit passer par les stands, ruinant ainsi sa stratégie décalée. Mercedes demande à Hamilton de rentrer à la fin du dix-neuvième tour pour chausser des pneus tendres, laissant la piste libre à Rosberg qui rentre deux tours plus tard chausser des pneus durs : il peut désormais tenter le pari de rallier l'arrivée sans repasser par les stands, au contraire de son coéquipier,,.
Au vingt-quatrième passage, Hamilton possède 6 secondes d'avance sur Rosberg ; suivent Bottas, Massa, Hülkenberg, Pérez, Alonso, Button, Vettel, Räikkönen, Ricciardo, Magnussen, Kvyat, Romain Grosjean, Esteban Gutiérrez, Pastor Maldonado, Kamui Kobayashi, Max Chilton, Marcus Ericsson et Bianchi. Bottas et Magnussen changent leurs pneus au vingt-septième tour, Gutiérrez au suivant, Massa, Alonso et Grosjean au vingt-neuvième et Räikkönen au trente-quatrième. En tête de la course, Hamilton possède 8 secondes d'avance sur Rosberg tandis que Pérez, qui passe Hülkenberg puis Massa coup sur coup, évolue à 35 secondes avec Hülkenberg sur ses talons. Pérez et Vettel s'arrêtent au trente-cinquième tour. Hamilton est alors informé qu'il n'a plus à économiser son carburant. S'il dispose désormais de 9 secondes d'avance sur son équipier, il doit encore s'arrêter pour passer les pneus durs. Massa et Magnussen s'arrêtent au trente-neuvième tour, Maldonado et Kvyat au suivant. Quelques instants plus tard, Maldonado, qui sort de la voie des stands, harponne Gutiérrez dans le premier virage : la Sauber C33 fait une toupie dans les airs, part ensuite en tonneau et retombe lourdement, sans blesser le Mexicain pourtant resté un temps groggy dans sa monoplace. La voiture de sécurité entre en action tandis que Maldonado est pénalisé d'un stop-and-go quelques minutes plus tard,,.
La majorité des pilotes profite de la neutralisation de la course pour changer ses pneus. L'avance d'Hamilton, en pneus durs, est réduite à néant face à Rosberg, en pneus tendres neufs. Magnussen renonce sur panne d'embrayage alors qu'au quarante-quatrième tour, derrière la voiture de sécurité, Hamilton précède Rosberg, Pérez, Hülkenberg, Button, Vettel, Ricciardo, Massa, Bottas, Alonso, Räikkönen, Kvyat, Grosjean, Maldonado, Kobayashi, Chilton et Bianchi. La course est relancée pour onze tours et Rosberg attaque immédiatement Hamilton qui résiste malgré ses pneus durs ; Hülkenberg quant à lui passe Pérez avec autorité au premier freinage pour le gain de la troisième place. Button, victime comme son coéquipier d'un souci d'embrayage, chute dans la hiérarchie : il est passé par les Red Bull RB10, par les Williams FW36, par les Ferrari F14 T et finit par abandonner, désormais hors des points, à deux boucles du but. Hamilton et Rosberg réalisent chacun le meilleur tour en course dans le même tour, puis peu à peu Hamilton prend une seconde d'avance sur Rosberg qui ne peut donc plus utiliser son aileron arrière mobile. Ricciardo passe Vettel dans le quarante-neuvième tour, l'Allemand est désormais sous la menace directe de Massa. Rosberg ne renonce pas et reprend dixième sur dixième pour pointer à une demi-seconde d'Hamilton au cinquante-et-unième tour,,. 
Finalement, Hamilton remporte sa seconde victoire de la saison, Nico Rosberg termine sur la deuxième marche du podium et Sergio Pérez sur la troisième ; suivent pour les points Ricciardo, Hülkenberg, Vettel, Massa, Bottas, Alonso et Räikkönen,,.

### Classement de la course
| Pos. | no | Pilote            | Écurie               | Tours | Temps/Abandon                                                       | Grille | Points |
| ---- | -- | ----------------- | -------------------- | ----- | ------------------------------------------------------------------- | ------ | ------ |
| 1    | 44 | Lewis Hamilton    | Mercedes             | 57    | 1 h 39 min 42 s 743 (185,476 km/h)                                  | 2      | 25     |
| 2    | 6  | Nico Rosberg      | Mercedes             | 57    | + 1 s 085                                                           | 1      | 18     |
| 3    | 11 | Sergio Pérez      | Force India-Mercedes | 57    | + 24 s 047                                                          | 4      | 15     |
| 4    | 3  | Daniel Ricciardo  | Red Bull-Renault     | 57    | + 24 s 489                                                          | 13     | 12     |
| 5    | 27 | Nico Hülkenberg   | Force India-Mercedes | 57    | + 28 s 654                                                          | 11     | 10     |
| 6    | 1  | Sebastian Vettel  | Red Bull-Renault     | 57    | + 29 s 879                                                          | 10     | 8      |
| 7    | 19 | Felipe Massa      | Williams-Mercedes    | 57    | + 31 s 265                                                          | 7      | 6      |
| 8    | 77 | Valtteri Bottas   | Williams-Mercedes    | 57    | + 31 s 876                                                          | 3      | 4      |
| 9    | 14 | Fernando Alonso   | Ferrari              | 57    | + 32 s 595                                                          | 9      | 2      |
| 10   | 7  | Kimi Räikkönen    | Ferrari              | 57    | + 33 s 462                                                          | 5      | 1      |
| 11   | 26 | Daniil Kvyat      | Toro Rosso-Renault   | 57    | + 41 s 342                                                          | 12     |        |
| 12   | 8  | Romain Grosjean   | Lotus-Renault        | 57    | + 43 s 143                                                          | 16     |        |
| 13   | 4  | Max Chilton       | Marussia-Ferrari     | 57    | + 59 s 909                                                          | 21     |        |
| 14   | 13 | Pastor Maldonado  | Lotus-Renault        | 57    | + 1 min 02 s 803                                                    | 17     |        |
| 15   | 10 | Kamui Kobayashi   | Caterham-Renault     | 57    | + 1 min 27 s 900                                                    | 18     |        |
| 16   | 17 | Jules Bianchi     | Marussia-Ferrari     | 56    | + 1 tour                                                            | 19     |        |
| 17   | 22 | Jenson Button     | McLaren-Mercedes     | 55    | Embrayage                                                           | 6      |        |
| Abd. | 20 | Kevin Magnussen   | McLaren-Mercedes     | 40    | Embrayage                                                           | 8      |        |
| Abd. | 21 | Esteban Gutiérrez | Sauber-Ferrari       | 39    | Accroché par Maldonado (tonneau)                                    | 15     |        |
| Abd. | 9  | Marcus Ericsson   | Caterham-Renault     | 33    | Fuite d'huile                                                       | 20     |        |
| Abd. | 25 | Jean-Éric Vergne  | Toro Rosso-Renault   | 18    | Accroché par Maldonado (casse de l'aileron arrière et du fond plat) | 14     |        |
| Abd. | 99 | Adrian Sutil      | Sauber-Ferrari       | 17    | Accroché par Bianchi (crevaison)                                    | 22     |        |

### Pole position et record du tour
Nico Rosberg part en pole position pour la cinquième fois de sa carrière, la deuxième à Bahreïn. 
- Pole position :  Nico Rosberg (Mercedes Grand Prix) en 1 min 33 s 185 (209,081 km/h)[31].
- Meilleur tour en course :  Nico Rosberg (Mercedes Grand Prix) en 1 min 37 s 020 (200,816 km/h) au quarante-neuvième tour[32].

### Tours en tête
- Lewis Hamilton : 54 tours (1-18 / 22-57)[33]
- Nico Rosberg : 3 tours (19-21).

## Classements généraux à l'issue de la course
| Pos. | Pilote           | Écurie               | Points |
| ---- | ---------------- | -------------------- | ------ |
| 1    | Nico Rosberg     | Mercedes             | 61     |
| 2    | Lewis Hamilton   | Mercedes             | 50     |
| 3    | Nico Hülkenberg  | Force India-Mercedes | 28     |
| 4    | Fernando Alonso  | Ferrari              | 26     |
| 5    | Sebastian Vettel | Red Bull-Renault     | 23     |
| 6    | Jenson Button    | McLaren-Mercedes     | 23     |
| 7    | Kevin Magnussen  | McLaren-Mercedes     | 20     |
| 8    | Valtteri Bottas  | Williams-Mercedes    | 18     |
| 9    | Sergio Pérez     | Force India-Mercedes | 16     |
| 10   | Daniel Ricciardo | Red Bull-Renault     | 12     |
| 11   | Felipe Massa     | Williams-Mercedes    | 12     |
| 12   | Kimi Räikkönen   | Ferrari              | 7      |
| 13   | Jean-Éric Vergne | Toro Rosso-Renault   | 4      |
| 14   | Daniil Kvyat     | Toro Rosso-Renault   | 3      |

| Pos. | Écurie               | Points |
| ---- | -------------------- | ------ |
| 1    | Mercedes             | 111    |
| 2    | Force India-Mercedes | 44     |
| 3    | McLaren-Mercedes     | 43     |
| 4    | Red Bull-Renault     | 35     |
| 5    | Ferrari              | 33     |
| 6    | Williams-Mercedes    | 30     |
| 7    | Toro Rosso-Renault   | 7      |

## Statistiques
Le Grand Prix de Bahreïn 2014 représente :
- la 5e pole position de sa carrière pour Nico Rosberg[36] ;
- la 24e victoire de sa carrière pour Lewis Hamilton. Il égale Juan Manuel Fangio[37],[38] ; ;
- la 16e victoire pour Mercedes en tant que constructeur[39] ;
- la 102e victoire pour Mercedes en tant que motoriste[40] ;
- le 7e doublé pour Mercedes en tant que constructeur, le second consécutif[41].

Au cours de ce Grand Prix :
- Jenson Button prend son 250e départ en Formule 1[42] ;
- Nico Rosberg prend son 150e départ en Formule 1[43] ;
- Derek Warwick (146 départs en Grands Prix de Formule 1 dont 2 meilleurs tours en course et 4 podiums, vainqueur des 24 Heures du Mans 1992) a été nommé par la FIA conseiller pour aider dans leurs jugements le groupe des commissaires de course lors de ce Grand Prix ;
- Pour la troisième fois lors des trois premières courses de la saison, Mercedes réalise la pole position, le meilleur tour en course, tous les tours en tête et la victoire, ce qui ne s'était encore jamais produit en championnat du monde de Formule 1[44].